# Ad-Dana (Ma’arrat an-Numan)
Ad-Dana (arab. الدانا) – miejscowość w Syrii, w muhafazie Idlib, w dystrykcie Ma’arrat an-Numan. W 2004 roku liczyła 2607 mieszkańców.